# Divergente (novela)
Divergente es la novela debut de la autora estadounidense Veronica Roth y es la primera entrega de la trilogía Divergente. Ambientada en una sociedad distópica y futurista de Chicago. La novela ha sido comparada por su temática con sagas para jóvenes adultos como Los Juegos del Hambre. Roth reveló que la idea para esta novela nació mientras estaba estudiando en la universidad. Summit Entertainment compró los derechos mediáticos del libro y en octubre de 2012 comenzó el casting para la versión cinematográfica. La película fue titulada de forma homónima Divergente. La segunda novela de la trilogía, Insurgente, fue lanzada en mayo de 2012. El tercer libro, Allegiant fue publicado el 22 de octubre de 2013.

## Trama
Chicago tiene la población dividida en facciones, grupos de personas con singulares valores culturales y conductas. Hay cinco facciones diferentes en la ciudad:
- 1. Verdad (La sinceridad)
- 2. Erudición (La inteligencia)
- 3. Cordialidad (Los pacíficos)
- 4. Osadía (La valentía)
- 5. Abnegación (Los altruistas)

La protagonista, Beatrice Prior, llamada más tarde "Tris", se crio en Abnegación, donde la generosidad se mantiene por encima de todo. La generosidad no viene naturalmente de Beatrice, sino de la enseñanza de sus padres. Ella se siente sola y oprimida, rodeada de gente que no piensa como ella. Cuando los jóvenes cumplen dieciséis años deben asistir a una Prueba de Aptitud la cual determina a qué facción pertenece cada uno, eligiendo vivir en otra facción o quedarse con sus padres. La prueba consiste en una simulación en la cual duermen a los adolescentes con un líquido especializado para hacerlos soñar. Para su sorpresa, Tris descubre que es capaz de manipular las simulaciones y tomar decisiones prohibidas, después se entera de que es una Divergente (persona capaz de manipular las simulaciones). Ella no encaja en ninguna de las facciones, ya que tiene aptitud igual para tres facciones diferentes (Abnegación, Osadía, y Erudición), lo que la aterroriza. Beatrice tiene que sobrevivir siendo una Divergente, lo cual está prohibido.

## Personajes
Beatrice "Tris" Prior es la protagonista y narradora de 16 años. Vive en la facción de Abnegación, junto a su hermano Caleb y sus padres Andrew y Natalie Prior. Beatrice tiene el cabello castaño rubio, ojos verdes anchos y redondos y una nariz larga y delgada. Ella fue educada como un abnegado, pero no se siente como tal y es uno de los temas que desarrolla la trama. Cuando se ve obligada a dejar su familia y amigos de lado para decidir la facción de la que formará parte por el resto de su vida, elige Osadía, donde se encontrará con el misterioso Cuatro. Tris es divergente, esto quiere decir que es capaz de controlar las simulaciones, y esto va contra las normas, por lo que es perseguida para ser exterminada. 
Tobias "Cuatro" Eaton  de 18 años. Es hijo de Marcus Eaton, el cual le pegaba cuando era niño. Es el instructor de los nuevos chicos que entran en Osadía, y recibe a los transferidos, grupo en el que se encuentra Tris. Es fuerte y frío y no dudará en hacer lo que sea para que sus alumnos se den cuenta de que están en la facción más peligrosa de todas. Es apodado Cuatro debido a que en su pasaje del miedo (una simulación que muestra los miedos más oscuros de cada uno) se muestran solo cuatro temores, lo que se considera algo excepcional, debido a que la gran mayoría de las personas tiene más de 10. Sin embargo, algo pasa cuando empieza a sentirse atraído por la pequeña y aparentemente delicada Beatrice Prior.
Caleb Prior Es el hermano mayor de Beatrice. Tiene el pelo oscuro, nariz aguileña, ojos verdes y hoyuelos en las mejillas. Caleb es unos meses mayor que Tris, por lo que toman la prueba de aptitud el mismo año. Sus padres estuvieron durante toda su infancia y adolescencia, enseñándole sobre la generosidad y las buenas acciones hacia los demás, característica de Abnegación. En la Ceremonia de la Elección toma la decisión de abandonar a su familia e ingresar en la facción de la Erudición. Creció como un buen chico, siempre dispuesto a servir a los demás cuando es necesario. Sin el conocimiento de sus padres, leía libros en su habitación, siendo esto una característica de la facción de Erudición.
Marcus Eaton es el padre de Cuatro. Él es el único miembro del consejo de la facción de Abnegación que queda vivo tras el ataque del final del libro donde los iniciados de Osadía atacan a los miembros del consejo de Abnegación.
Andrew y Natalie Prior son los padres de Tris y Caleb, son de Abnegación donde viven con sus hijos. Natalie fue trasladada de Osadía ya que al ser divergente como su hija necesitaba encontrar una facción en la que eso no la pusiera en peligro. Natalie juega un papel muy importante cuando Tris fue capturada por los soldados de Osadía que estaban bajo el efecto del suero por lo que dará su vida para salvarla. Andrew fue trasladado de Erudición y muere cuando ayuda a su hija a entrar en Osadía para desactivar la simulación que Cuatro, afectado por el suero, controlaba para que Jeanine Matthews (la líder de Erudición) se hiciera con el control de Abnegación.
Jeanine Matthews es la líder de Erudición únicamente a causa de su coeficiente intelectual. Es la antagonista principal de la trilogía. Es la única representante de erudición en el consejo de gobierno efectivamente convirtiéndose en el miembro más poderoso de Erudición. Hace muchos artículos con una serie de mentiras sobre Abnegación. Ella, junto con Eric (líder de Osadía), creó un suero para controlar a la gente y matar a todos los Abnegados. Ella se sintió motivada a hacer esto porque sabía la verdad sobre las facciones y no quería volver con el resto del mundo, sino más bien permanecer en las facciones con Erudición en su control.
Eric es el líder de Osadía; con 18 años es el más joven de todos. Fue transferido de Erudición el mismo año que Cuatro fue trasferido de Abnegación, ambos luchaban por la mejor calificación en la prueba de la iniciación para poder ser el líder de dicha facción. El primero de la calificación fue Cuatro por lo que se convirtieron en enemigos aunque al final Cuatro se quedó como instructor y Eric ascendió a líder de la facción. Él obliga a todos los iniciados a inyectarse un suero haciéndoles creer que es un rastreador por si son reportados como extraviados, pero en realidad les hará sumirse a todos, menos a los divergentes, en una misma simulación para matar a los líderes de Abnegación.
Peter es el antagonista central de Divergente, quien era originario de Verdad y es uno de los enemigos mortales de Tris. A lo largo de la primera novela, Peter se demuestra que es cruel, hostil, de mal humor, y fácilmente celoso. Él es generalmente visto con sus dos lacayos, Molly y Drew y su comportamiento es a menudo imprevisible y violento.
Christina es amiga de Tris, se conocieron en la iniciación de Osadía. Ella es transferida de Verdad y enamorada de Will.
Will también amigo de Tris, otro iniciado trasferido de Erudición, pero la relación duró poco, hasta el ataque de Osadía a Abnegación donde Tris lo mató.
Uriah es un miembro nacido en Osadía que se ha convertido en un buen amigo de Tris desde que se transfirió a esta facción y aparte es divergente.
Zeke también miembro de Osadía, es hermano de Uriah.
Albert "Al", iniciado de Osadía transferido de Verdad. Es descrito como alguien con ojos y nariz grande. Es el chico que lloraba por las noches y quien estaba enamorado de Tris. Ella lo rechaza y él se une a Peter para atacarla e intentar asesinarla. Poco después es encontrado muerto al fondo del abismo.
Edward es otro iniciado de Osadía transferido de Erudición. Es atacado por Peter y Drew después de que los resultados parciales de la iniciación son publicados, perdiendo un ojo a causa de eso. Como consecuencia del ataque, Edward decide abandonar la iniciación, lo que lo convierte automáticamente en un Sin Facción.

## Temas

### Identidad
Como en otras novelas del mismo género, en Divergente se refuerza la idea de que encontrarse a uno mismo, reafirmar la identidad propia, a veces supone tener que luchar contra fuerzas sociales superiores. Éste es un tema muy tratado en los libros para adolescentes, ya que permite al lector identificarse con el protagonista y la historia.

### Estructuras sociales y conocimiento
En algunas reseñas se critica la falta de profundidad y realismo de las estructuras sociales de la novela. En Booklist se la calificó como un "mundo simplista y clasificado por colores, que, a veces, resulta poco creíble" . En una entrevista, Roth se defendió argumentando haber expandido la estructura que en un principio planteó.
En la novela se muestra claramente que los pertenecientes a una facción solo adquieren conocimientos sobre ésta, y desconocen casi por completo todo lo demás. La divergencia de Tris le permite aprender sobre una amplia gama de ámbitos, lo que la hace más admirable a ojos del lector.
Alice Curry explica que la prepotencia mostrada por la líder de Erudición, Jeanine, respecto a las demás facciones, limitándose a disciplinas académicas (matemáticas, lengua, química) es una crítica al sistema educativo actual, en el que de alguna manera, pasa lo mismo.

### Violencia y miedo
Como Los Juegos del Hambre, Divergente ha sido criticada por plasmar demasiada violencia para una novela de género Young Adult. Sin embargo, Susan Dominus apunta en The New York Times que la novela no mantiene esta violencia en un primer plano, argumentando que "las cosas terribles solo le ocurren a las personas a las que Tris ama".
Cuando Roth, en una entrevista para PopSugar, describía la inspiración que la llevó a crear la segunda fase del entrenamiento de Osadía (en el que los iniciados tienen que superar sus miedos mediante simulaciones), explicó que fue influenciada por muchos factores, pero el más importante para ella fue cuando en su primer año en la facultad de psicología, aprendió sobre la terapia de exposición, en la que se trata a las personas con alguna fobia exponiéndolas repetidas veces a aquello que les causa temor de manera que puedan llegar a superarlo.

## Recepción
En general, Divergente ha recibido buenas críticas. Daniel Kraus, además de criticar su simplista estructura social, concluyó diciendo que estaba llena de "valerosa acción y romance". Carlota Echevarría explicó en El Templo de las Mil Puertas que "no es una novela perfecta, pero sus pocos errores quedan rápidamente eclipsados por sus virtudes"
El libro debutó en The New York Times como el sexto en la lista Chapter Books Best Seller el 22 de mayo de 2011, y se mantuvo en dicha lista por 11 semanas. Después fue reconocida por The New York Times como un libro del género Young Adult.
Divergente ganó el premio de Libro Favorito de 2011 en Goodreads Readers Choice Awards, y la categoría "senior" del Young Reader's Choice Award.

## Adaptación cinematográfica
Summit Entertainment compró los derechos de la novela Divergente en octubre de 2012. Neil Burger se estableció como el director de la película. Shailene Woodley fue elegida para hacer el papel de Beatrice Prior. Así como Theo James dio vida a Tobias Eaton. Por su parte, Kate Winslet también participó en el rodaje de la película, como Jeanine Mathews. Lionsgate y Summit distribuyeron la película. Lionsgate adaptó los detalles resaltantes de la novela adolescente, con el guion de Evan Daugherty y Vanessa Taylor.